# Nina Stemme

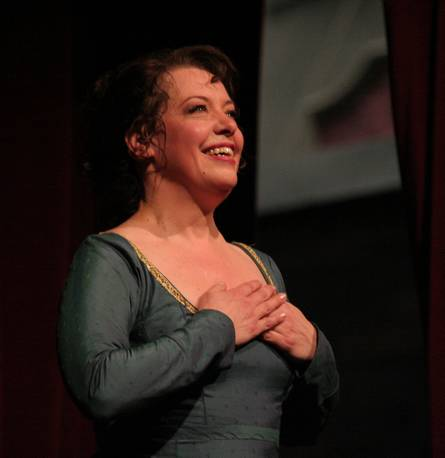
Nina Stemme (2012)

Nina Maria Stemme (geboren am 11. Mai 1963 in Stockholm als Nina Maria Thöldte) ist eine schwedische Opernsängerin im Stimmfach Dramatischer Sopran.

## Leben

### Ausbildung
Stemme spielte in ihrer Jugend Klavier und Bratsche. Sie besuchte die musikbetonte Adolf-Fredrik-Schule (Adolf Fredriks Musikklasser) in Stockholm. Während eines Auslandsjahrs als Austauschschülerin an der Langley High School in McLean, Virginia, war sie Mitglied des Schulchors, sang Soli und gewann Preise.
Neben ihrem Studium der Betriebs- und Volkswirtschaft an der Universität Stockholm belegte sie einen zweijährigen Kurs am Opernstudio Stockholm  (Operastudio 67). Nach ihrem Operndebüt als Cherubino beim Tuscan Sun Festival im italienischen Cortona 1989 entschied sich Stemme, eine professionelle Sängerkarriere einzuschlagen. Ihre Studien an der Opernhochschule Stockholm schloss sie 1994 ab. Kleinere Rollen an der Königlichen Oper in Stockholm folgten.
Sie nahm an dem Wettbewerb Cardiff Singer of the World teil und gewann 1993 den von Plácido Domingo gegründeten Gesangswettbewerb Operalia. Danach wurde sie von Domingo eingeladen, mit ihm in einem Konzert in der Opéra Bastille zu singen. Dieses Konzert wurde am 1. Januar 1994 in München wiederholt.

### Laufbahn
Seit ihrem Debüt als Cherubino in Cortona ist Stemme an allen bedeutenden Opernhäusern der Welt aufgetreten, in der Scala in Mailand, der Semperoper in Dresden, am Grand Théâtre de Genève, am Teatro San Carlo in Neapel, am Teatro Colón in Buenos Aires, am Teatro Real in Madrid und am Gran Teatre del Liceu in Barcelona, an der Opéra Bastille in Paris, an der Bayerischen Staatsoper in München, an der Metropolitan Opera in New York und an der San Francisco Opera, bei den Savonlinna-Opernfestspielen und den Bregenzer Festspielen.
Ihre Rollen umfassen ein breites Spektrum – von der heiteren Rosalinde, der Agathe und der Figaro-Gräfin, über die tragischen Puccini-Heroinen Mimì, Cio-Cio San, Tosca, Manon Lescaut, Suor Angelica und zuletzt Turandot, Glucks Euridice, Beethovens Fidelio, Bergs Marie, Janáčeks Jenůfa, Strauss’ Marschallin, Verdis Amelia, Leonore und Aida bis zu verschiedenen Wagner-Partien: Eva, Elisabeth, Senta, Elsa, Sieglinde, den drei Brünnhilden und Isolde.
2002 debütierte Nina Stemme mit außerordentlichem Erfolg bei den Salzburger Festspielen, als Nyssia in Alexander von Zemlinskys selten gespielter Oper Der König Kandaules. 2003 sang sie beim Glyndebourne Festival erstmals die Isolde und wurde wiederum von Publikum und Presse heftig akklamiert. Im Dezember 2003 debütierte sie an der Wiener Staatsoper als Senta, einer Rolle, die sie bis 2010 insgesamt 25 Mal dort verkörperte. Seither ist sie dem Haus am Ring eng verbunden, sang 15 Mal die Leonore de Vargas in La forza del destino, 12 Mal die Sieglinde, 8 Mal die Minnie in La fanciulla del West, jeweils 4 Mal Tosca und Isolde, jeweils 3 Mal Feldmarschallin und Ariadne auf Naxos. 2008 sprang sie für Deborah Voigt als Brünnhilde im Siegfried ein, die sie insgesamt 14 Mal in Wien sang, weiters die Brünnhilde 2-mal in Walküre und 3 Mal in der Götterdämmerung. Ende März 2015 übernahm sie in einer Wiener Neuinszenierung von Uwe Eric Laufenberg, dirigiert von Mikko Franck, erstmals die Titelpartie in der Elektra von Hofmannsthal und Strauss. In dieser Rolle trat sie ab 2016 auch an der New Yorker Met auf.
Am 24. März 2006 sang die Künstlerin an der Königlichen Oper Stockholm die Maria in der Uraufführung von Sven-David Sandströms Ordet – en passion. Im selben Jahr debütierte sie als Aida einer Neuinszenierung am Opernhaus Zürich. Alle drei Brünnhilden in Ring-Zyklen sang sie 2011 in San Francisco, 2013 und 2014 an der Wiener Staatsoper, sowie konzertant bei den Londoner Proms unter Daniel Barenboim.
Im September 2015 übernahm sie – höchst erfolgreich – die Ingrid-Bergman-Rolle in der Uraufführung der Oper Notorious an dem Göteborger Opernhaus. Diese Oper beruht auf Alfred Hitchcocks Spionagethriller Notorious aus dem Jahr 1946. Das Libretto stammte von Kerstin Perski, die Musik von Hans Gefors. Es inszenierte Keith Warner. Zur Besetzung zählten auch Katarina Karnéus, John Lundgren und Michael Weinius.
2017 war sie in Lady Macbeth von Mzensk als Katerina Ismailowa bei den Salzburger Festspielen zu sehen.

### Isolde
Die Isolde wurde seit dem Glyndebourne-Debüt 2003 zur Paraderolle der Künstlerin. Sie sang diese Rolle auch bei den Bayreuther Festspielen 2005 und 2006, kehrte mit ihr 2007 nach Glyndebourne zurück, verkörperte sie an der Königlichen Oper Stockholm und am Opernhaus Zürich (2008) und (2015), am Royal Opera House in London (2009), bei den Münchner Opernfestspielen (2011), konzertant in der Salle Pleyel in Paris (2012), wiederum szenisch 2013 an der Houston Grand Opera und schließlich auch an der Wiener Staatsoper. Im Herbst 2016 übernimmt sie erneut die Rolle an der Metropolitan Opera. Applaus und Kritik waren allerorts überschwänglich, hier ein Beispiel:

„Es ist dem geneigten, regelmäßigen und potenziellen Opern-Publikum von einem Ereignis zu berichten. Dieses trägt einen Namen, und der lautet Nina Stemme. […] Stemmes Sopran ist enorm groß und höchst dramatisch, im nächsten Moment aber zu feinsten Lyrismen fähig. Ihre Spitzentöne sind präzise und durchschlagskräftig, dabei aber nie schrill. In den mittleren und tieferen Lagen besticht ihre Stimme mit einem geradezu noblen, warmen Timbre. Man hat als Hörer nie das Gefühl, dass sie an ihr Limit gehen muss – auch wenn sie das bei dieser Partie selbstverständlich tut.“

Drei CDs sind ihrer Isolde gewidmet. Die erste ist 2005 bei EMI Classics erschienen – mit Plácido Domingo, Mihoko Fujimura, René Pape, Olaf Bär, Jared Holt, Rolando Villazón, Ian Bostridge, Matthew Rose, sowie Chor und Orchester des Royal Opera House unter Leitung von Antonio Pappano. Die zweite ist eine DVD der Glyndebourner Inszenierung von Nikolaus Lehnhoff aus dem Jahr 2007. Weiters besteht ein Live-Mitschnitt aus dem Jahr 2012, mit dem Rundfunk-Sinfonieorchester Berlin unter Marek Janowski.

### Wesendonck-Lieder
Alleinstellung kann die Künstlerin auch als Interpretin von Wagners Wesendonck-Liedern beanspruchen, zumindest seit 2010, als sie diese bei den Salzburger Festspielen im Haus für Mozart mit dem Swedish Chamber Orchestra unter Leitung von Thomas Dausgaard sang. Zwei Jahre später kehrte sie mit diesem Liedzyklus nach Salzburg zurück, diesmal im Großen Festspielhaus mit den Wiener Philharmonikern unter Mariss Jansons. Beide Konzerte wurden auf Tonträgern veröffentlicht. Es besteht weiters eine dritte Aufnahme (von Phaedra), diesmal als Klavierversion mit Jozef de Beenhouwer als Begleiter.

### Persönliches
Stemme spricht fünf Sprachen. Sie ist mit dem Bühnenbildner Bengt Gomér verheiratet und hat drei Kinder. Die Familie lebt in Stockholm.

## Einschätzung der Kritik
Stemme gilt als einer der bedeutendsten Wagner-Soprane ihrer Zeit. Der Evening Standard beschreibt ihre Isolde als „The thrilling Triumph“ des Glyndebourne Opera Festivals und die The New York Times konstatierte anlässlich ihrer Brünnhilde in San Francisco: „Nina Stemme sang gloriously. It’s hard to recall anyone’s sounding more commanding or at ease in the part, and that includes Kirsten Flagstad“.

## Auszeichnungen
- 1993 Gewinnerin des Gesangswettbewerbs Operalia, Paris
- 2004 Opernpreis des Svenska Dagbladet[21]
- 2005 Sängerin des Jahres in der Kritikerumfrage der Zeitschrift Opernwelt[22]
- 2006 Mitglied der Königlich Schwedischen Musikakademie[23]
- 2006 Schwedische Hofsängerin (Hovsångerska), ernannt von König Carl XVI. Gustaf[24]
- 2008 Königliche Medaille Litteris et Artibus, Schweden[25][26]
- 2010 Laurence Olivier Award for Outstanding Achievement in Opera[27]
- 2010 Kritikerpreis Premio Abbiati, Italien[28]
- 2012 Sängerin des Jahres in der Kritikerumfrage der Zeitschrift Opernwelt[22]
- 2012 Österreichische Kammersängerin[29]
- 2012 Gramophone Award für die beste Opernaufnahme für ihre DECCA-Einspielung von Fidelio unter Claudio Abbado[30]
- 2013 International Opera Award als „world’s leading female opera singer“[31]
- 2013 Opera News Award[32]
- 2014 Musikpreis der Stadt Duisburg[33]
- 2018 Birgit-Nilsson-Preis
- 2019 Europäischer Kulturpreis Taurus
- 2022 Bayerische Kammersängerin
- 2023 Ehrenmitglied der Wiener Staatsoper[34]
- 2023 Österreichischer Musiktheaterpreis – Beste weibliche Hauptrolle für Jenufa (Küsterin) – Theater an der Wien[35]

## Repertoire
Stemmes Repertoire umfasst folgende Rollen:
| Jahr (Debüt) | Komponist                   | Oper                                        | Rolle(n)           | Ort                             |
| ------------ | --------------------------- | ------------------------------------------- | ------------------ | ------------------------------- |
| 2011         | Ludwig van Beethoven        | Fidelio                                     | Leonore            | Royal Opera House               |
|              | Alban Berg                  | Wozzeck                                     | Marie              |                                 |
|              | Christoph Willibald Gluck   | Orfeo ed Euridice                           | Euridice           |                                 |
|              | Charles Gounod              | Faust                                       | Marie              |                                 |
|              | Joseph Haydn                | La fedeltà premiata                         | Diana              |                                 |
|              | Leoš Janáček                | Jenůfa                                      | Jenůfa             |                                 |
|              | Bohuslav Martinů            | The Greek Passion                           | Katerina           |                                 |
|              | Wolfgang Amadeus Mozart     | Le nozze di Figaro                          | Contessa           |                                 |
| 1989         | Wolfgang Amadeus Mozart     | Le nozze di Figaro                          | Cherubino          | Cortona                         |
| 2011         | Giacomo Puccini             | La fanciulla del West                       | Minnie             | Königliche Oper Stockholm       |
|              | Giacomo Puccini             | Madama Butterfly                            | Cio-Cio San        |                                 |
|              | Giacomo Puccini             | Manon Lescaut                               | Manon              |                                 |
|              | Giacomo Puccini             | Suor Angelica                               | Angelica           |                                 |
|              | Giacomo Puccini             | Tosca                                       | Tosca              |                                 |
| 2013         | Giacomo Puccini             | Turandot                                    | Turandot           | Königliche Oper Stockholm       |
|              | Dmitri Shostakovich         | Lady Macbeth von Mzensk                     | Katerina Ismailowa |                                 |
|              | Johann Strauss              | Die Fledermaus                              | Rosalinde          |                                 |
| 2006         | Richard Strauss             | Arabella                                    | Arabella           | Göteborgsoperan                 |
|              | Richard Strauss             | Ariadne auf Naxos                           | Ariadne            |                                 |
|              | Richard Strauss             | Der Rosenkavalier                           | Marschallin        |                                 |
| 2015         | Richard Strauss             | Elektra                                     | Elektra            | Wiener Staatsoper               |
| 2009         | Richard Strauss             | Salome                                      | Salome             | Gran Teatre del Liceu Barcelona |
|              | Pjotr Iljitsch Tschaikowski | Eugen Onegin                                | Tatjana            |                                 |
| 2006         | Giuseppe Verdi              | Aida                                        | Aida               | Oper Zürich                     |
|              | Giuseppe Verdi              | La forza del destino                        | Leonora            |                                 |
|              | Giuseppe Verdi              | Un ballo in maschera                        | Amelia             |                                 |
| 1994         | Richard Wagner              | Das Rheingold                               | Freia              | Bayreuther Festspiele           |
|              | Richard Wagner              | Der fliegende Holländer                     | Senta              |                                 |
|              | Richard Wagner              | Die Meistersinger von Nürnberg              | Eva                |                                 |
|              | Richard Wagner              | Lohengrin                                   | Elsa               |                                 |
| 2017         | Richard Wagner              | Parsifal                                    | Kundry             | Wiener Staatsoper               |
|              | Richard Wagner              | Tannhäuser und der Sängerkrieg auf Wartburg | Elisabeth          |                                 |
| 2003         | Richard Wagner              | Tristan und Isolde                          | Isolde             | Glyndebourne Festival Opera     |
| 2005         | Richard Wagner              | Tristan und Isolde                          | Isolde             | Bayreuther Festspiele           |
| 2009         | Richard Wagner              | Die Walküre                                 | Sieglinde          | Wiener Staatsoper               |
| 2008         | Richard Wagner              | Siegfried                                   | Brünnhilde         | Wiener Staatsoper               |
| 2010         | Richard Wagner              | Die Walküre                                 | Brünnhilde         | San Francisco Opera             |
| 2011         | Richard Wagner              | Götterdämmerung                             | Brünnhilde         | San Francisco Opera             |
|              | Carl Maria von Weber        | Der Freischütz                              | Agathe             |                                 |
|              | Carl Maria von Weber        | Oberon                                      | Rezia              |                                 |
| 2002         | Alexander von Zemlinsky     | Der König Kandaules                         | Nyssia             | Salzburger Festspiele           |

## Diskografie (Auswahl)

### Opern-Gesamtaufnahmen
- Isolde in Richard Wagners Tristan und Isolde. Dir. Antonio Pappano. (3 CD + 1 DVD). EMI 7243 5 58006 2 6
- Isolde in Tristan und Isolde. Glyndebourne Festival. Dir. Jiří Bělohlávek. Opus Arte DVD OA 0988 D
- Leonore in Fidelio. Dir. Claudio Abbado. Salzburger Festspiele. Decca 478 2551 (box), (478 2552, 478 2553)
- Titelrolle in Jenufa. Dir. Peter Schneider. Live aus dem Gran Teatre del Liceu, Barcelona, 2005. DVD. Naxos
- Senta in Der fliegende Holländer. Dir. David Parry. Chandos 3119 (2 CD). (Opera in English)
- Titelrolle in Aida. Opernhaus Zürich. Dir. Ádám Fischer. DVD. BelAir Classics
- Marschallin in Der Rosenkavalier. Chor und Orchester des Opernhaus Zürich. Nina Stemme, mit Malin Hartelius. Dir. Franz Welser-Möst. EMI. DVD
- Leonora in La forza del destino. Chor und Orchestra der Wiener Staatsoper, dir. Zubin Mehta. Unitel classics (PROFIL 708108). DVD.
- Victoria und She/soprano in Ingvar Lidholm: Ett drömspel (nach Strindbergs Traumspiel), mit Håkan Hagegård. Caprice CAP 22029:1-2. (2 CD)
- Isolde in Tristan und Isolde. Rundfunk-Sinfonieorchester Berlin, live 27. März 2012. Dir. Marek Janowski. PentatoneClassics PTC 5186404.
- Elisabeth in Tannhäuser. Dir. Marek Janowski. PentatoneClassics PTC 5186405
- Minnie in La fanciulla del West. DVD. Dir. Pier Giorgio Morandi. Königliche Oper Stockholm. Euroarts Unitel Classica
- Brünnhilde in Die Walküre. Mit Jonas Kaufmann, Anja Kampe, René Pape. Mariinsky Orchestra, Dir. Waleri Gergijew. MARO527
- Sieglinde in Die Walküre. Dir. Franz Welser-Möst. Wiener Staatsoper. Orfeo C875 131B
- Elektra in Elektra. Dir. Donald Runnicles. Lyric Opera of Chicago.

### Lieder, Konzerte, Ausschnitte
- Strauss, Richard: Vier letzte Lieder, Schlußszenen aus Capriccio und Salome. EMI Classics 0946 3 78797 2 6
- Mortelmans, Lodewijk: Konzertarie Mignon (Kennst du das Land). Zsolt Hamar, Dirigent; Flämisches Rundfunkorchester. In Flanders’ Fields, vol. 33. Phaedra 92033
- The First Operalia Competition – Gala Concert. Dir. Eugene Kohn. Sony classical 01-046691-10
- Wagner, Richard: Wesendonck-Lieder. Swedish Chamber Orchestra. Dir. Thomas Dausgaard. BIS 2022
- Wesendonck-Lieder; Nystroems Songs by the sea; De Boecks Seven French songs. Jozef de Beenhouwer, Klavier. In Flanders’ Fields, vol. 40. Phaedra 92040
- Wesendonck-Lieder. Salzburger Festspiele, Wiener Philharmoniker, dir Mariss Jansons. DVD Euroarts.